# 藤水名子
藤 水名子（ふじ みなこ、1964年6月29日 - ）は、日本の小説家、歴史小説作家、時代小説作家。日本推理作家協会会員。「涼州賦」で小説すばる新人賞を受賞する。

## 経歴・人物
東京都北区生まれ。父親の故郷である栃木県宇都宮市で育つ。作新学院高等部を卒業する。1985年、日本大学文理学部中国文学科に入学するも、後に中退。大学中退後、小説執筆に専念し、投稿生活を送る。1991年、「秘玉」が第3回朝日新人文学賞の候補作に選ばれる。同年、「涼州賦」で集英社が主催する第4回小説すばる新人賞を受賞し、小説家デビューを果たす（同時受賞は、たくきよしみつ「マリアの父親」）。1994年、『赤壁の宴』が第16回吉川英治文学新人賞の候補作に選ばれる。主に中国・日本を舞台にした歴史小説や時代小説を多く発表している。

## 作品リスト
- 涼州賦（集英社、1992年）
- 色判官絶句（講談社、1993年） - PS用ゲーム「火竜娘（制作:ガスト）」の原作。
- 中国神武伝奇シリーズ（スーパーファンタジー文庫、1993年 - 1997年）
- 開封死踊演武シリーズ（トクマ・ノベルズ、1993年 - 1996年）
- 赤壁の宴（講談社、1994年）
- あなたの胸で眠りたい-長安遊侠傳-（集英社、1994年）
- futo 風刀ー武季と紅燕（集英社、1995年）
- 公子曹植の恋（講談社、1995年）
- 花道士（集英社、1995年）
- 涼月記（角川書店、1995年）
- 洛神風雅（朝日新聞社、1995年）
- 天翔る翼―蒼き風の剣（富士見書房、1995年）
- ジェラシー（講談社、1996年）
- 炎のように抱きしめて ―戦国鬼話―（集英社、1996年）
- 武侠女猫―ハードボイルド・キャッツ（実業之日本社、1996年）
- 夢幻の剣―妖伝花影抄シリーズ（ベストセラーズ、1996年）
- 暗色群生（双葉社、1996年）
- 王昭君（講談社、1996年）
- 西域暴雲録シリーズ（スーパーファンタジー文庫、1996年 - 1998年）
- 桜子姫シリーズ
  - 浪漫'S-見参! 桜子姫（集英社、1997年）
  - DESTINY 桜子姫悲恋剣（ソニーマガジンズ、2006年）
- 公子風狂―三国志外伝・曹操をめぐる六つの短篇（講談社、1997年）
- 愛された悪女と愛されない美女（青春出版社、1998年）
- 項羽を殺した男（講談社、1999年）
- 戦国哀恋記シリーズ（コバルト文庫、1999年 - 2000年）
- 蒼き炎―大悪女・呂后伝（祥伝社、2000年）
- 風月夢夢・秘曲紅楼夢（毎日新聞社、2001年）
- 覇王残影（新潮社、2001年）
- 独孤剣（角川春樹事務所、2002年）
- 花残月（廣済堂、2003年）
- 赤いランタン 中国怪奇幻想小説集（集英社、2004年）
- 元末群像異史 紅嵐記（講談社、2007年）
- 皇帝秘文（幻狼ファンタジアノベルス、2009年）
- 三国志外伝 貂蝉記 翡翠の翼 上下巻（ぶんか社文庫、2009年）
- 小説 蒼天航路 三國志外伝 曹操をめぐる五つのミステリー（講談社、2010年）

- 女剣士 美涼シリーズ（二見時代小説文庫、2012年）
- 与力・仏の重蔵シリーズ（二見時代小説文庫、2014年 - 2015年）
- 旗本三兄弟 事件帖シリーズ（二見時代小説文庫、2015年 - 2016年）
- 隠密奉行 柘植長門守シリーズ（二見時代小説文庫、2016年 - 2018年）
- 剣客奉行 柳生久通シリーズ（二見時代小説文庫、2019年 - ）

### アンソロジー
- 異色時代短篇傑作大全（講談社、1992年）
- 異色時代短篇傑作大全2（講談社、1994年）
- 龍虎酔夢―チャイナ・ファンタジア（トクマ・ノベルズ、1995年）
- 時代小説五十人集（新潮社、1995年）
- 二十四粒の宝石（講談社、1995年）
- 白刃光る（新潮社、1997年）
- 異色中国短編傑作大全（講談社、1997年）
- 変身-異形コレクション3（廣済堂、1998年）
- 黄土の群星（光文社、1999年）
- 妖かしの宴―わらべ唄の呪い（PHP文庫、1999年）
- SFバカ本 黄金スパム篇（メディアファクトリー、2000年）
- 異形コレクション アジアン怪綺（ゴシック）（光文社、2003年）
- 時代小説招待席 全4巻（廣済堂、2003年 - 2004年）
- 花月夜綺譚 怪談集（集英社、2004年）
- Ecstasy : アンソロジー （祥伝社、2005年）
- 撫子が斬る 惜別姫（光文社、2005年）
- 時代小説を書く（雷鳥社、2010年）

### テレビ出演
- 古代幻視紀行（2002年、NHKBS2）